# Goldzweig
Goldzweig ist ein Berliner Independent-Hip-Hop-Label. Es wurde 2015 von dem deutschen Rapper Sido gegründet. Der Vertrieb erfolgt über Four Music.

## Geschichte
Die erste eigene Veröffentlichung des Labels war die EP HipHop fickt Pop, welches gleichzeitig der offizielle Soundtrack zum Film Halbe Brüder war. Dort hat unter anderem der Comedian Tedros Teclebrhan in der Rolle des Addi Blanco mitgewirkt. Ende Oktober 2015 wurde als erster Künstler der Berliner Sänger Adesse aus dem Stadtteil Zehlendorf unter Vertrag genommen. Zu der ersten Vertragsunterzeichnung äußerte sich Sido im GQ Magazin wie folgt:

„Einer meiner Securitys erzählte mir von Adesse und zeigte mir Videos von ihm – danach wollte ich ihn sofort treffen. […] Für mein Label Goldzweig habe ich nach jemandem gesucht, der das ganze Paket mitbringt und nur noch einen Schubs braucht – meine Kontakte und ein bisschen Know-how.“

Es folgte im September 2016 der Hamburger Rapper Estikay. Zuvor hat er bereits einen Gastbeitrag auf Sidos Album VI veröffentlicht.
Das erste gemeinsame Lied ist Die Jungs dabei. Es erschien als Single zu Estikays Debütalbum Auf entspannt. In dem dazugehörigen Musikvideo treten die Künstler erstmals gemeinsam auf.

## Diskografie

### Eigene Veröffentlichungen
| Jahr | Titel Interpretation         | Höchstplatzierung, Gesamtwochen, AuszeichnungChartplatzierungen (Jahr, Titel, Interpretation, Platzierungen, Wochen, Auszeichnungen, Anmerkungen) | Höchstplatzierung, Gesamtwochen, AuszeichnungChartplatzierungen (Jahr, Titel, Interpretation, Platzierungen, Wochen, Auszeichnungen, Anmerkungen) | Höchstplatzierung, Gesamtwochen, AuszeichnungChartplatzierungen (Jahr, Titel, Interpretation, Platzierungen, Wochen, Auszeichnungen, Anmerkungen) | Anmerkungen                                                           |
| Jahr | Titel Interpretation         | DE | AT | CH | Anmerkungen                                                           |
| ---- | ---------------------------- | --- | --- | --- | --------------------------------------------------------------------- |
| 2015 | HipHop fickt Pop Addi Blanco | — | — | — | Erstveröffentlichung: 10. April 2015 Soundtrack zum Film Halbe Brüder |
| 2016 | Fechnerstraße Adesse         | DE85 (1 Wo.)DE | — | — | Erstveröffentlichung: 25. März 2016                                   |
| 2017 | Auf entspannt Estikay        | DE6 (3 Wo.)DE | AT13 (1 Wo.)AT | CH17 (1 Wo.)CH | Erstveröffentlichung: 20. Januar 2017                                 |
| 2020 | Auf entspannt Estikay        | DE37 (1 Wo.)DE | AT75 (1 Wo.)AT | CH51 (1 Wo.)CH | Erstveröffentlichung: 17. Januar 2020                                 |

### Veröffentlichungen in Kooperation mit Universal Urban
| Jahr | Titel Interpretation     | Höchstplatzierung, Gesamtwochen, AuszeichnungChartplatzierungen (Jahr, Titel, Interpretation, Platzierungen, Wochen, Auszeichnungen, Anmerkungen) | Höchstplatzierung, Gesamtwochen, AuszeichnungChartplatzierungen (Jahr, Titel, Interpretation, Platzierungen, Wochen, Auszeichnungen, Anmerkungen) | Höchstplatzierung, Gesamtwochen, AuszeichnungChartplatzierungen (Jahr, Titel, Interpretation, Platzierungen, Wochen, Auszeichnungen, Anmerkungen) | Anmerkungen                                                  |
| Jahr | Titel Interpretation     | DE | AT | CH | Anmerkungen                                                  |
| ---- | ------------------------ | --- | --- | --- | ------------------------------------------------------------ |
| 2015 | VI Sido                  | DE3 Platin · (29 Wo.)DE | AT2 Gold · (18 Wo.)AT | CH1 Gold · (33 Wo.)CH | Erstveröffentlichung: 4. September 2015 Verkäufe: + 217.500  |
| 2016 | Das goldene Album Sido   | DE2 Gold · (16 Wo.)DE | AT3 (12 Wo.)AT | CH2 (15 Wo.)CH | Erstveröffentlichung: 18. November 2016 Verkäufe: + 100.000  |
| 2019 | Ich und keine Maske Sido | DE1 Gold · (64 Wo.)DE | AT1 (59 Wo.)AT | CH2 Gold · (54 Wo.)CH | Erstveröffentlichung: 26. September 2019 Verkäufe: + 110.000 |
| 2022 | Paul Sido                | DE1 (31 Wo.)DE | AT1 (18 Wo.)AT | CH1 (22 Wo.)CH | Erstveröffentlichung: 8. Dezember 2022                       |